# Khrami
La Khrami (en géorgien : ხრამი, en azéri : Anaxatır), est une rivière de la région de Basse Kartlie de 201 km de long et un affluent de la Koura.

## Géographie

la rivière en rouge.

## Affluents
Le Debada et le Mashavera.

## Hydrologie
Son bassin est de 8 340 km2 et son débit varie pour aller jusqu'à 448 mètres cubes par seconde. Elle est coupée par trois barrages hydroélectriques.